# (16158) Monty
(16158) Monty (2000 AV50) – planetoida z pasa głównego asteroid okrążająca Słońce w ciągu 4,35 lat w średniej odległości 2,66 j.a. Odkryta 5 stycznia 2000 roku.